# Мавзолей Дузена
Мавзолей Дузена — памятник архитектуры XIX века, расположен в Центральном Казахстане, на территории Улытауского района Улытауской области в 30 км к северу-западу от села Малшыбай, на правом берегу реки Каракенгир. Построен в 1863—1866 годах народным мастером Сералы Еламанулы над могилой Дузена Сандыбайулы. В некоторых источниках Мавзолей Дузена ошибочно названы Карамола, Жузден, Дзен, Джузден. Архитектурные элементы Мавзолея Дузена схожи с мавзолеем Алаша-хана. В плане мавзолей представляет прямоугольник, на котором установлен 10-гранный барабан, покрытый куполом. Внутренний диаметр купола 5 м, 4 колонны высоты 10 м поддерживают полуарки, украшенные мелкими узорчатыми плитками. Внешняя площадь фундамента 8,5×10,2 м, внутренняя — 5,4×5,4 м. Дверной проём главного фасада 1,70×0,77 м; 3 других фасада сложены ромбовидной кладкой. Мавзолей Дузена относится к типу купольных мавзолеев подквадратного плана. На 2-м этаже имеется галерея барабана, а в углах — площадки для молений. С левой стороны имеется винтовая лестница, ведущая в галерею. На 3-м этаже — помещение для молений.